# Pristimantis uranobates
Pristimantis uranobates es una especie de anfibio anuro de la familia Craugastoridae.

## Distribución
Esta especie es endémica de la Cordillera Central en Colombia. Habita en los departamentos de Antioquia, Risaralda, Caldas, Quindío, Tolima y Valle del Cauca entre los 2 250 y 3 600 m de altitud.

## Publicación original
- Lynch, 1991 : New diminutive Eleutherodactylus from the Cordillera Central of Colombia (Amphibia: Leptodactylidae). Journal of Herpetology, vol. 25, n.º 3, p. 344-352.[5]